# Dr. Peters
Die Dr. Peters Group mit Sitz in Dortmund konzipiert, platziert und managt seit 1975 Sachwertinvestments in der Rechtsform einer Kommanditgesellschaft. Investmentziele sind mobile und immobile Güter der Realwirtschaft wie Schiffe, Immobilien und Flugzeuge; auf dem Zweitmarkt für Lebensversicherungen ist Dr. Peters derzeit nicht mehr aktiv. Die Fonds werden Anlegern in Deutschland und Österreich über Banken und freie Vermittler angeboten. Seit 2013 konzipiert die Dr. Peters Group Fonds für nationale und internationale institutionelle Investoren. Die Gruppe ist Mitglied im Bundesverband Sachwerte und Investmentvermögen e. V. sowie im Verband der Kapitalverwaltungsgesellschaften und Sachwertanbieter.

## Entwicklung des Unternehmens

### Beginn mit Immobilieninvestments
Der erste Fonds wurde aufgelegt und investierte in ein Seniorenzentrum in Dortmund. Seit 1977 führt das Unternehmen die Produktmarke DS-Fonds (DS = Dynamik & Sicherheit). Bis Ende der 1990er-Jahre investierten die Fonds in verschiedene Immobiliensegmente wie Hotels, Pflegeimmobilien, Einkaufszentren und Bürogebäude in Deutschland.

### Erweiterung durch Schiffsinvestitionen
Seit 1990 investierte das Unternehmen in Handelsschiffe, die bis 2007 den Investitionsschwerpunkt bildeten. Nach der Finanzierung von Kühlschiffen, Containerschiffen und Produktentankern hat das Unternehmen 1998 die KG-Finanzierung von Tankschiffen mit dem Konzept der Langfristcharter in den deutschen Markt eingeführt und etabliert. Ab 2001 erfolgten auch Investitionen in Massengutfrachter, große Containerschiffe und Auslandsimmobilien (USA).

### Erweiterung durch Flugzeuginvestitionen
Seit 2007 tätigte das Unternehmen Investitionen im Bereich Luftfahrt u. a. durch den Kauf von Luftfahrzeugen des Typs Airbus A380-800. Die Dr. Peters Group war damit Pionier im Bereich Luftfahrtinvestments in Deutschland und baute das Segment seit dem Beginn mit bisher 17 finanzierten Flugzeugen zu ihrem Investitionsschwerpunkt aus.
Das Unternehmen erreichte im Bereich Flugzeugfonds mit einem kumulierten platzierten Eigenkapital von 1,03 Mrd. Euro die Marktführerschaft in Deutschland. Aufgrund der Corona-Krise sowie der vorzeitigen Ausflottung des A380 bei Air-France ist mit einer negativen Auswirkung auf die Rückzahlungen der Fonds zu rechnen.

### Probleme aufgrund der Finanz- und Schifffahrtskrise
Mehrere der Schiffsfonds haben aufgrund der andauernden Finanz- und Schifffahrtskrise teils schwere finanzielle Probleme. Ausschüttungen finden zum Teil nicht mehr statt. Auch Insolvenzen von Fonds gab es schon – Beispiel Fonds 111. Anleger anderer Fonds wurden von Fondsgesellschaften des Emissionshauses aufgefordert, ihre Ausschüttungen zurückzuzahlen. Dem hat der Bundesgerichtshof mit differenzierender Begründung teilweise Einhalt geboten; in den entschiedenen Fällen könnten nicht die Fonds selbst, sondern nur deren Gläubiger die Ausschüttungen zurückfordern.

### Konzentration auf Immobilieninvestitionen und Partnerschaft mit Zinsbaustein.de
Seit 2018 konzentriert sich das Unternehmen auf Immobilieninvestments. Zur Erschließung neuer Zielgruppen über den digitalen Vertrieb von alternativen Investmentfonds und zur Stärkung des Immobiliensegments erfolgte im Oktober 2019 die Schließung einer strategischen Partnerschaft mit dem Berliner Fintech zinsbaustein.de. Im Zuge dieser Partnerschaft beteiligte sich die Dr. Peters Group an zinsbaustein.de mit 25,5 Prozent. Ihr Engagement bei zinsbaustein.de erhöhte die Dr. Peters Group im Jahr 2020, gefolgt von dem Wechsel ihres Digital-Geschäftsführers Björn Jüngerkes zum Berliner Fintech-Unternehmen.

## Tochterunternehmen der Dr. Peters Group

### Dr. Peters Asset Finance GmbH & Co. KG Kapitalverwaltungsgesellschaft (KVG)
Das im Jahr 2014 neu eingeführte Kapitalanlagegesetzbuch (KAGB) sieht vor, dass ein Verwalter von Alternativen Investmentfonds (AIF) für seine Tätigkeit die Erlaubnis der Bundesanstalt für Finanzdienstleistungsaufsicht (BaFin) benötigt. Außerdem muss er ein kontinuierliches Risiko-Controlling, ein Liquiditätsmanagement sowie umfangreiche Organisations- und Dokumentationspflichten für die Verwaltung von Alternativen Investmentfonds nachweisen und einhalten. Die Pflichterfüllung der Verwalter von AIF wird laufend durch die BaFin geprüft und überwacht.
Mit der Gründung der Dr. Peters Asset Finance GmbH & Co. KG Kapitalverwaltungsgesellschaft im Mai 2013 hat sich die Unternehmensgruppe vollumfänglich auf die Neuregelungen eingestellt, was die Weiterentwicklung der Gruppe mit neuen eigenen voll regulierten Produkten ermöglicht. Die Dr. Peters Asset Finance hat am 16. April 2014 die Erlaubnis für die Tätigkeit als Kapitalverwaltungsgesellschaft („Service-KVG“) durch die BaFin erhalten und setzt daher bereits alle neuen Regularien und Anforderungen des Gesetzgebers um.

### Dr. Peters Asset Invest GmbH & Co. KG
Die Dr. Peters Asset Invest GmbH & Co. KG fungiert als Dienstleister für die KVG und ist für den Vertrieb und das Marketing neu konzipierter Fonds zuständig. Hierfür verfügt die Asset Invest über ein großes Netzwerk an Banken und freien Vertriebspartnern im gesamten Bundesgebiet.

### Dr. Peters GmbH & Co. KG
Die Dr. Peters GmbH & Co. KG stellt die Verwaltungseinheit der Gruppe dar. In ihren Aufgabenbereich fallen das Management der Fondsgesellschaften, die nicht von der KVG verwaltet werden, die Anlegerkommunikation, sämtliche steuerliche Belange, sowie Buchhaltung und Rechnungswesen sowohl für die Fonds als auch für die gesamte Gruppe.

### DS Aviation GmbH & Co. KG
Das Asset-Management im Segment der Flugzeuge übernimmt die DS Aviation und ist somit für die Überwachung sämtlicher Luftfahrtinvestitionen der Dr. Peters Group verantwortlich. Die DS Aviation ist innerhalb der Gruppe mit der Akquisition von Flugzeugen und dem Abschluss von Verträgen mit den jeweiligen Partnern in der Luftfahrtindustrie beauftragt. Die DS Aviation fungiert hierbei als Dienstleister für die Dr. Peters Asset Finance GmbH & Co. KG Kapitalverwaltungsgesellschaft und externe Kunden.

### DS Skytech Ltd.
Die DS Skytech Ltd. mit Sitz im Großbritannien ist ein Joint Venture der DS Aviation GmbH & Co. KG mit der Skytech AIC. Die DS Skytech ist mit eigenen Ingenieuren und Luftfahrtexperten für das technische Asset-Management, also beispielsweise die laufende Kontrolle des Zustands der Flugzeuge, zuständig.

### DS Schiffahrt GmbH & Co. KG
Für das technische und kaufmännische Asset-Management der Schiffe in der Gruppe zeichnet die DS Schifffahrt GmbH & Co. KG (DS Schifffahrt) verantwortlich. Das Leistungsspektrum reicht von der Bereederung und Befrachtung über das Controlling bis zur Bauaufsicht, vom Erstellen der Gutachten bis zur Auswahl einer Besatzung. Die von der DS Schifffahrt operativ betriebene Flotte umfasst Containerschiffe in der Größenordnung von 500 bis 6.500 TEU sowie Öl- und Produktentanker aller Größenklassen. Die DS Schifffahrt verfügt über ein Team von rund 40 Mitarbeitern an Land und mehr als 500 Seeleuten. Sie bietet ihre Leistungen ebenfalls nicht gruppenzugehörigen Unternehmen an.

### DS Immobilien GmbH & Co. KG
Für das Asset-Management der Immobilien der Dr. Peters Group ist die DS Immobilien verantwortlich. Sie erfüllt kaufmännische Aufgaben ebenso wie die Objektbuchhaltung, das Forderungsmanagement sowie das tägliche Controlling. Darüber hinaus ist die DS Immobilien verantwortlich für verschiedene Gebäudedienstleistungen.

## Finanziertes Sachwerteportfolio
| Immobilien | Insgesamt 54: 22 Hotels, 12 Seniorenheime, 9 Einkaufszentren, 6 Auslandsimmobilien, 4 Büro-/Geschäftsgebäude und eine Logistikimmobilie                             |
| Schiffe    | 42 Öl-/Produktentanker, 33 Containerschiffe, 8 Massengutfrachter, 2 Gastanker, 2 Kühlschiffe und ein MPP Schiff                                                     |
| Flugzeuge  | Insgesamt 19, darunter u. a. 9 Airbus A380, 4 Boeing 777, 4 Boeing 787 (Dreamliner) und 2 Airbus A319 für Airlines wie Air France, Emirates oder Singapore Airlines |